# Hypoestes aristata
Hypoestes aristata là một loài thực vật có hoa trong họ Ô rô. Loài này được (Vahl) Sol. ex Roem. & Schult. mô tả khoa học đầu tiên năm 1817.

## Hình ảnh

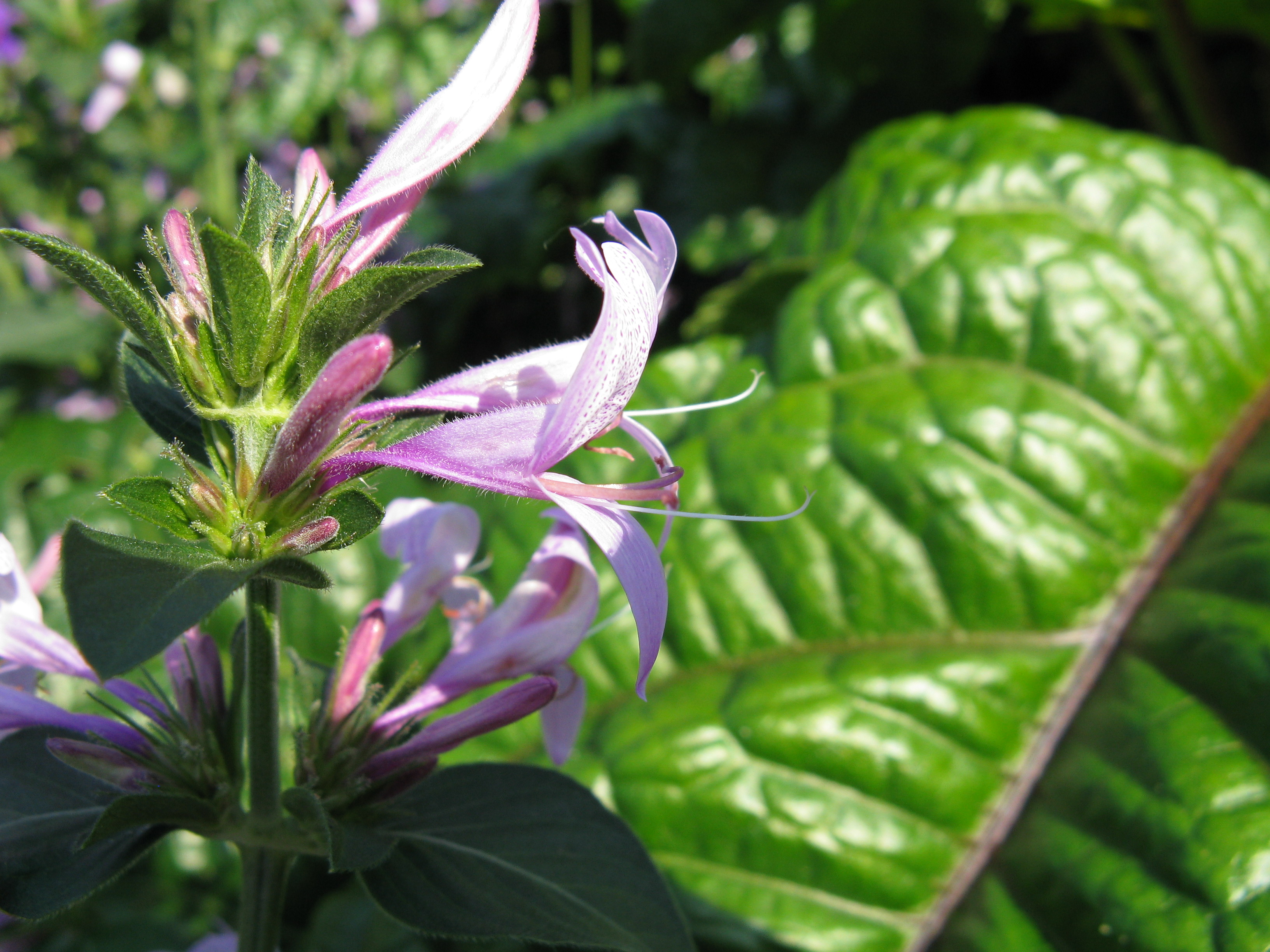
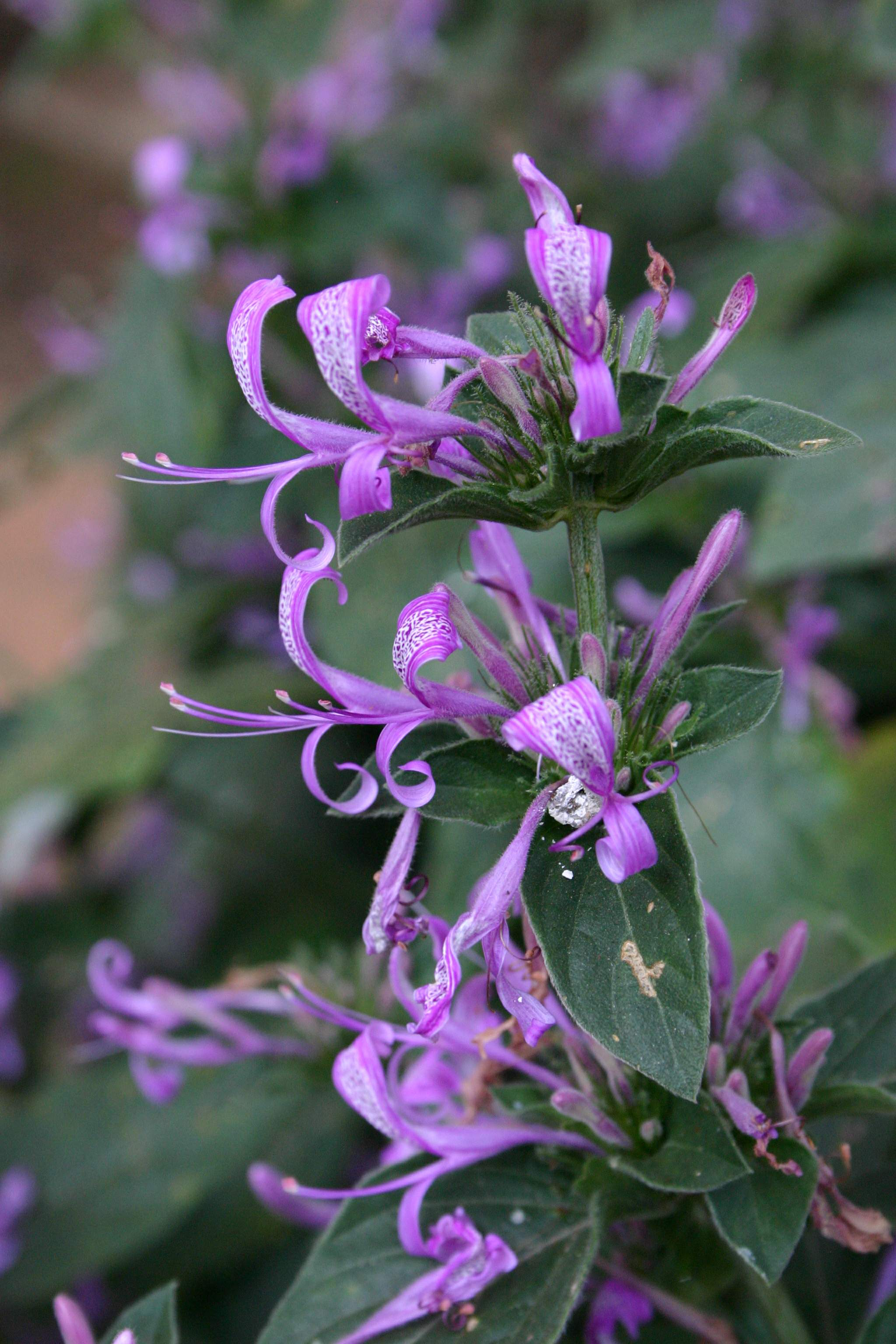
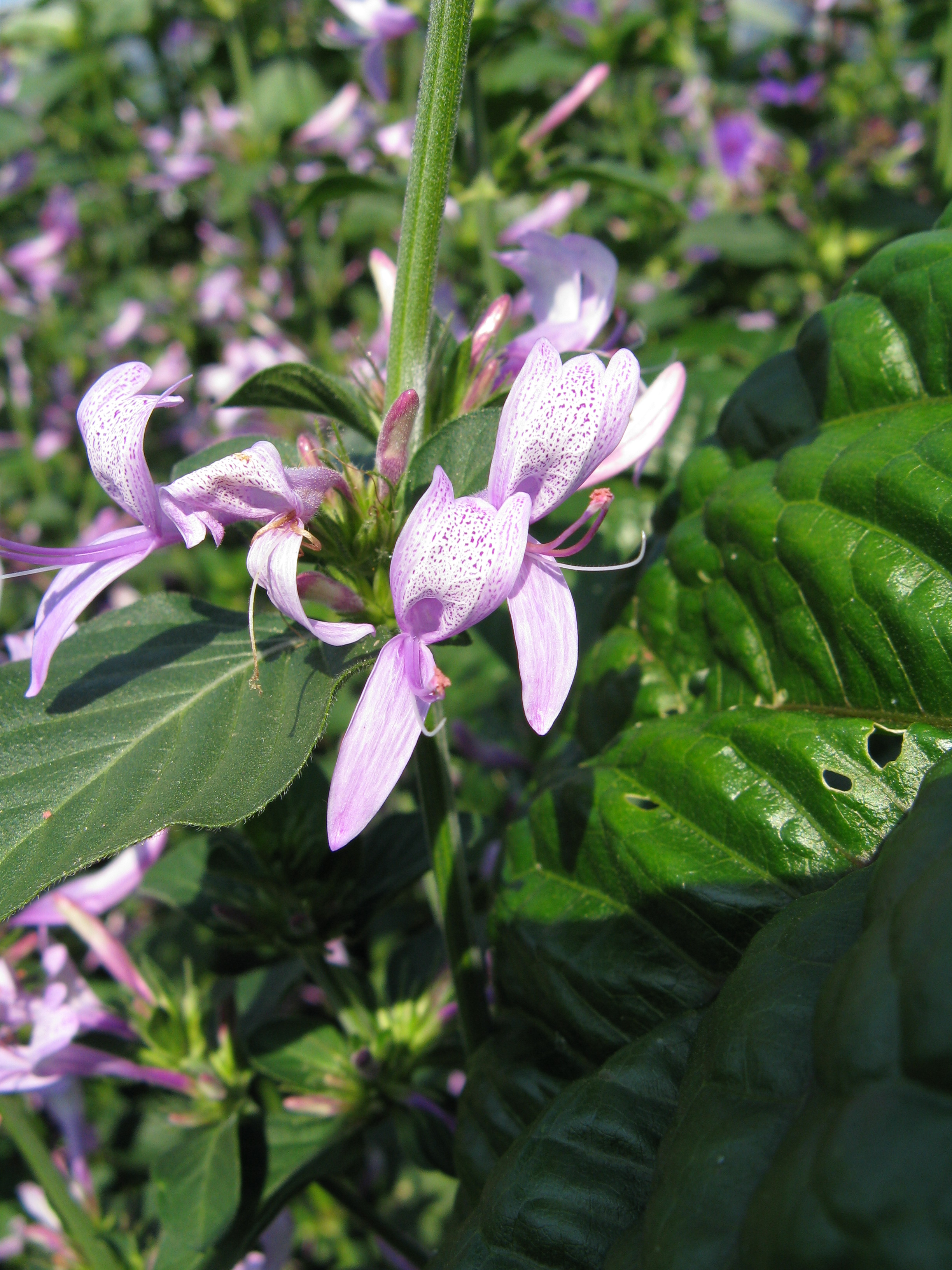